# 256 (число)
 Тази статия е за числото.  За годината от новата ера вижте 256.  
256 (двеста петдесет и шест) е естествено, цяло число, следващо 255 и предхождащо 257.
Двеста петдесет и шест с арабски цифри се записва „256“, а с римски – „CCLVI“. Числото 256 е съставено от три цифри от позиционните бройни системи – 2 (две), 5 (пет), 6 (шест).

## Общи сведения
- 256 е четно число.
- 256-ият ден от високосна година е 12 септември, а от обикновена година е 13 септември.

## Любопитни факти
- Грешката в подпрограма, наричана split screen, причинява неправилно показване на ниво 256 в играта „Pac-Man“.
- Двеста петдесет и шестина нота е нота, чието времетраене представлява 1/256 от това на цяла нота.